# Bundesanleihe
Pour les articles homonymes, voir Bund (homonymie).
Un  Bundesanleihe (aussi appelé falilièrement Bund) est un emprunt d'État à long terme émis par l'Allemagne. On les appelle communément les « Bunds ». Les émissions à 10 ans servent d'actif sous-jacent à un contrat à terme, coté sur Eurex, qui constitue le marché directeur des taux d'intérêt à moyen et long terme dans la zone Euro.
Longtemps comparativement peu liquides, émis sans assimilation, et avec un marché intérieur du repo peu développé, ils sont néanmoins traditionnellement le benchmark européen en matière d'emprunts d'État, du fait du poids économique de l'Allemagne.
Depuis la fin des années 1990, concurrence européenne oblige, une politique d'assimilation systématique inspirée de celle suivie depuis 1985 par le Trésor français a mis les encours des Bunds et leur liquidité en conformité avec la place qu'ils occupent sur les marchés de taux d'intérêt. Les nouvelles émissions à 10 ans atteignent dorénavant chacune, en moyenne, 25 milliards d'euros d'encours.